# دانکن مک‌کنزی
دانکن مک‌کنزی (انگلیسی: Duncan McKenzie؛ زادهٔ ۱۰ ژوئن ۱۹۵۰) یک بازیکن فوتبال اهل بریتانیا است.